# Philippe Ambroise Eugène Ghislain d'Olmen de Poederlé
Philippe Ambroise Eugène Ghislain d'Olmen de Poederlé (1793-1815), militaire et homme politique belge.

## Biographie
Né à Bruxelles le 7 décembre 1793. Il entre comme enseigne dans l'armée autrichienne en 1793, et participe à plusieurs campagnes jusqu'en 1797, ce toujours dans des grades subalternes. Sous le régime français il sera maire de Saintes, président de l'Assemblée d'Herne et membre du Conseil général militaire du département de la Dyle (Brabant).
Le 15 février 1814, alors que les Alliés constituent dans la Belgique reprise aux Français un gouvernement provisoire, il y est nommé Secrétaire général des armements. C'est à ce titre qu'il est le principal administrateur de la Légion belge que l'on recrute alors. Il en commande également le 1er régiment d'infanterie de ligne.
Il est relevé de ses fonctions tandis que disparaît la Légion belge, qui prend l'organisation hollandaise le 1er septembre 1814, par arrêté de Guillaume d'Orange, alors gouverneur général. Le baron de Poederlé est nommé Commandant de la place de Bruxelles le 21 septembre de la même année. Il meurt le 2 octobre 1815 à Bruxelles.